# Apolonias
Se llaman apolonias a las fiestas que se celebraban en la Antigua Grecia en honor de Apolo y Diana. 
Eran célebres en Egialea y su origen el siguiente. Después de haber sido muerta la serpiente Piton, Apolo vino con Diana a Egialea de donde fue expulsado por los habitantes. El dios en venganza de este tratamiento afligió a la ciudad con una terrible y asoladora epidemia. Consultado el oráculo sobre los medios de hacer cesar semejante azote, contestó que era necesario enviar siete mancebos y otras tantas doncellas a Apolo y a Diana rogándoles que volviesen a Egialea. Así sucedió y su presencia hizo cesar el contagio. En memoria de este suceso los habitantes hacían todos los años salir en procesión siete jóvenes e igual número de doncellas, como para hacer venir a Apolo y a Diana. 